# IC 3873
IC 3873 ist eine Galaxie vom Hubble-Typ S im Sternbild Coma Berenices am Nordsternhimmel. Sie ist schätzungsweise 853 Millionen Lichtjahre von der Milchstraße entfernt und hat einen Durchmesser von etwa 100.000 Lichtjahren.
Das Objekt wurde am 27. Januar 1904 von Max Wolf  entdeckt.